# Гладзорський університет
Гладзорський університет (вірм. Գլաձորի համալսարան) — університет, вищий навчальний заклад і один з найвідоміших центрів освіти середньовічної Вірменії, заснований в 1282р. в історичній області Сюнік.. Університет знаходився за 5 кілометрів на північ від сучасного міста Ехегнадзор, на мальовничому гірському плато.
Від споруд університету до наших днів дійшли лише сліди його фундаментів. Нині в церкві Сурб Акоп села Вернашен розміщений музей, присвячений Гладзорському університету.

## Історія
Гладзорський університет був створений на початку 1282 р. вченим і педагогом Нерсесом Мшеці в монастирі Танаат. Діяв до 1338 р., тобто — 56 років. За короткий термін Гладзор став культурним і науковим центром не тільки Сюніка, а й усієї Вірменії. Гладзорський університет був одним з центрів середньовічної Вірменії з вивчення всіх наук, в ньому переводилися і переписувалися наукові праці. Університет був одним з центрів вірменської школи мініатюри.. Особливу популярність університет набув в 1284–1338 рр. при ректорі Нчеці Есаї, видатному богослові, філософі, поліглоті. У 1338 році університет був закритий внаслідок політичного та економічного занепаду країни.

## Мистецтво книжкового живопису
Мистецтво книжкового живопису розвивалося тут на основі місцевих традицій, що сягають своїм корінням в глибоке минуле народу. Цим пояснюється прихильність до образів, пов'язаних з давніми уявленнями, з апокрифічною літературою, з фольклором. На сторінках ілюстрованих тут рукописів продовжують жити образи тотемів, алегорії добра і зла, обожнювані в старовину сили природи. Поряд із зображеннями євангельських сюжетів, велике місце приділяється християнській символіці. Певну роль у книжковому живописі Гладзора відіграло кілікійське мистецтво. За порівняно короткий термін діяльності Гладзорського скрипторія (близько шістдесяти років) тут не встигла сформуватися своя школа книжкового живопису. Однак у творах найкращих майстрів вже намічаються тенденції до синтезування всього, чим була багата культура цього краю, з досягненнями кілікійських митців. Ця тенденція проявилася, зокрема, в мініатюрах Тороса Таронаці. Яскраві та барвисті, вони привертають багатством орнаментального оздоблення, майстерністю виконання, вмілим використанням складної техніки і прийомів золочення, а також ликами персонажів. Твори Моміка відзначені певним творчим підходом, що проявилося в деякому відхиленні від прийнятих канонізованих схем. А у творчості Авага помітні риси певного обмирщення. Це позначилося у збільшенні тем, яких він торкається, в збагаченні їх докладними деталями, у свободі їх трактування, в умінні надавати персонажам жвавість і виразність. Розвиток мініатюрного живопису Гладзора досягло справжнього розквіту в першій чверті XIV століття.

## Навчання
Тривалість навчання: від 7 до 8 років. В Гладзорському університеті викладалися всі середньовічні дисципліни, здавна прийняті у вищих школах середньовічної Вірменії, однак особливе значення надавалося богослов'ю та філософії. Незалежно від обраної надалі спеціалізації студенти були зобов'язані крім богослов'я вивчити також і «зовнішні», світські науки, перші три з яких — граматика, риторика, логіка, становили так званий «тривіум», основу гуманітарної освіти. А решта чотири предмети — арифметика, геометрія, астрономія та теорія музики складали «квадривіум», цикл точних наук. Сучасники називали Гладзорський університет «другими Афінами».
Книгосховище Гладзорского університету вміщувало велику кількість праць вірменських і грецьких вчених, достатніх для отримання неабиякої як на ті часи освіти. Щоб уявити принципи навчання в Гладзорському університеті, можна звернутися до проповіді ректора Нерсеса Мшеца «Про пустельника», де сказано:
|  | Для навчання необхідні чотири речі — потрібно, щоб вчителі були одержимі бажанням навчати, причому без жадібності і марнославства, по-друге, потрібна гаряча любов, по-третє, мир, по-четверте, потрібні місця пустельні і тихі. |

### Відомі випускники
- Історик та релігійний діяч Степанос Орбелян[1]
- Філософ Ованес Воротнеці[1]
- Архітектор, майстер по каменю і художник Момік (навчався і викладав)[1]
- Мініатюрист Торос Таронаці (навчався і викладав)[1]
- Мініатюрист Аваг (навчався і викладав)[1]

## Цікаві факти
- В 1984 році, до 700-річчя Гладзорського університету, за рішенням Уряду Вірменії в церкві Святого Акопа села Вернашен був відкритий музей, присвячений науці освіти і, особливо, Гладзорському університету[5].
- В Єревані в 1990 році у під керівництвом кандидата юридичних наук доцента Жори Даніеловича Джаангиряна був заснований однойменний університет управління «Гладзор», який прагне відродити і продовжити високі навчально-наукові традиції свого середньовічного попередника[1][6].